# یورک، جکسون، ویسکانسین
یورک (به انگلیسی: York) یک منطقهٔ مسکونی در ایالات متحده آمریکا است که در شهرستان جکسون، ویسکانسین واقع شده‌است. یورک ۲۷۳٫۱ متر بالاتر از سطح دریا واقع شده‌است.